# Liste der Biografien/Biz
Liste der Biografien |
Portal Biografien |
Personensuche
# |
A |
B |
C |
D |
E |
F |
G |
H |
I |
J |
K |
L |
M |
N |
O |
P |
Q |
R |
S |
T |
U |
V |
W |
X |
Y |
Z |
?
 
Ba |
Be |
Bd |
Bg |
Bh |
Bi |
Bj |
Bl |
Bm |
Bn |
Bo |
Br |
Bs |
Bu |
Bw |
By |
Bz
 
Bia–Bid |
Bie |
Bif–Bim |
Bin |
Bio |
Bip |
Bir |
Bis |
Bit |
Biu |
Biv |
Biw |
Bix |
Biy |
Biz
Die Liste der Biografien führt alle Personen auf, die in der deutschsprachigen Wikipedia einen Artikel haben. Dieses ist eine Teilliste mit 70 Einträgen von Personen, deren Namen mit den Buchstaben „Biz“ beginnt.

## Biz
- Biz Markie (1964–2021), US-amerikanischer Rapper und DJ

### Biza
- Biza, Michal (* 1978), tschechischer Volleyball- und Beachvolleyballspieler
- Bizama, José (* 1994), chilenischer Fußballspieler
- Bizarrap (* 1998), argentinischer DJ und Produzent
- Bizarre (* 1976), US-amerikanischer RapperBizarre (* 1976)

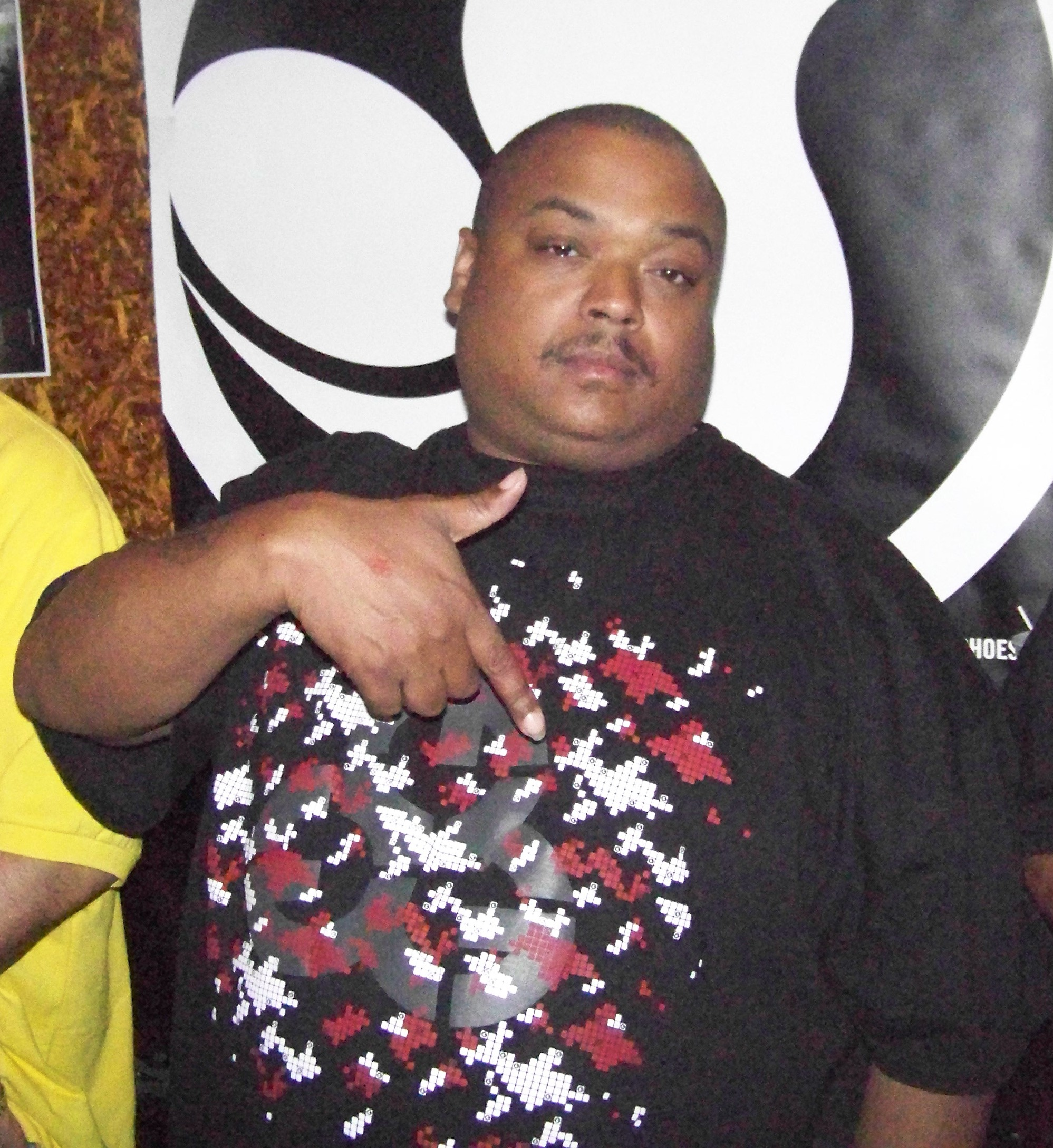
Bizarre (* 1976)

- Bizati, Özcan (* 1968), türkischer Fußballspieler und -trainer
- Bizău, Vasile (* 1969), rumänischer Geistlicher, Bischof von Maramureș

### Bize
- Bize, Matías (* 1979), chilenischer Drehbuchautor und Filmregisseur
- Bize-Leroy, Lalou (* 1932), französische Winzerin
- Bizenko, Anastassija Alexejewna (1875–1938), russische Revolutionärin
- Bizer, Andreas (1839–1914), deutscher Waagenbauer und Unternehmensgründer
- Bizer, Christoph (1935–2008), deutscher evangelischer Theologe
- Bizer, Daniel (* 1992), deutscher Schauspieler
- Bizer, Emil (1881–1957), deutscher Maler
- Bizer, Ernst (1904–1975), deutscher evangelischer Theologe
- Bizer, Johann (* 1960), deutscher Rechtswissenschaftler und Unternehmensvorstand
- Bizer, Peter (* 1942), deutscher Journalist und Buchautor
- Bizera, Joe (* 1980), uruguayischer Fußballspieler
- Bizet Ildhusøy, Celin (* 2001), norwegisch-kubanische Fußballspielerin
- Bizet, Georges (1838–1875), französischer KomponistGeorges Bizet (1838–1875)

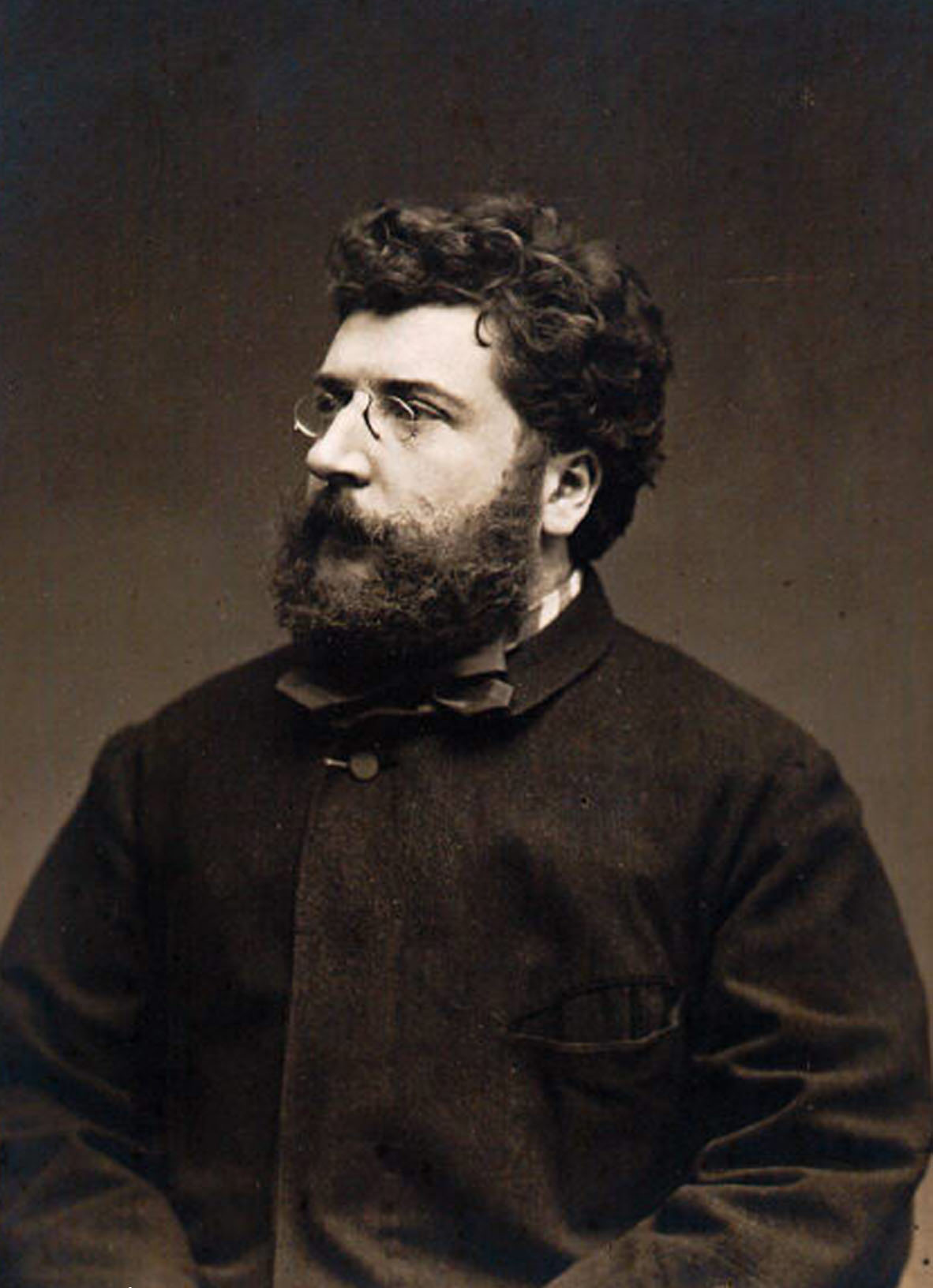
Georges Bizet (1838–1875)

- Bizet, Jacques (1872–1922), französischer Unternehmer und Schriftsteller
- Bizeul, Yves (1956–2019), französischer Politikwissenschaftler

### Bizi
- Bižić, David (* 1975), serbisch-israelischer Opern- und Konzertsänger (Bassbariton)
- Bizier, Ben (* 1984), US-amerikanischer Baseballspieler und -trainer in Deutschland
- Bizier, Kevin (* 1984), kanadischer Boxer
- Bizilj, Jaka (* 1971), deutscher Musikproduzent und Autor
- Bizimana, Augustin (* 1954), ruandischer Politiker und Militär
- Bizimana, Dominique (* 1976), ruandischer Sitzvolleyballspieler, Sportfunktionär und ehemaliger Soldat
- Bizimana, Edouard (* 1968), burundischer Diplomat
- Bizimana, Georges (* 1965), burundischer Geistlicher und römisch-katholischer Bischof von Ngozi
- Bizimana, Jean-Damascène, ruandischer Diplomat
- Bizimungu, Augustin (* 1952), ruandischer General und Kriegsverbrecher
- Bizimungu, Pasteur (* 1950), ruandischer Politiker, Präsident von Ruanda (1994–2000)
- Bizio, Giovanni (1823–1891), italienischer Chemiker
- Biziou, Peter (* 1944), britischer Kameramann

### Bizj
- Bizjak, Ivan (1956–2023), jugoslawischer bzw. slowenischer Politiker (SKD)
- Bizjak, Jurij (* 1947), slowenischer Geistlicher, römisch-katholischer Bischof von Koper
- Bizjak, Maj (* 2005), slowenischer Stabhochspringer
- Bizjak, Sanja (* 1988), serbische Pianistin

### Bizo
- Bizor, Billy (1913–1969), US-amerikanischer Blues-Sänger und Bluesharp-Spieler
- Bizos, George (1927–2020), südafrikanischer Menschenrechtsanwalt
- Bizot, François (* 1940), französischer PhilologeFrançois Bizot (* 1940)

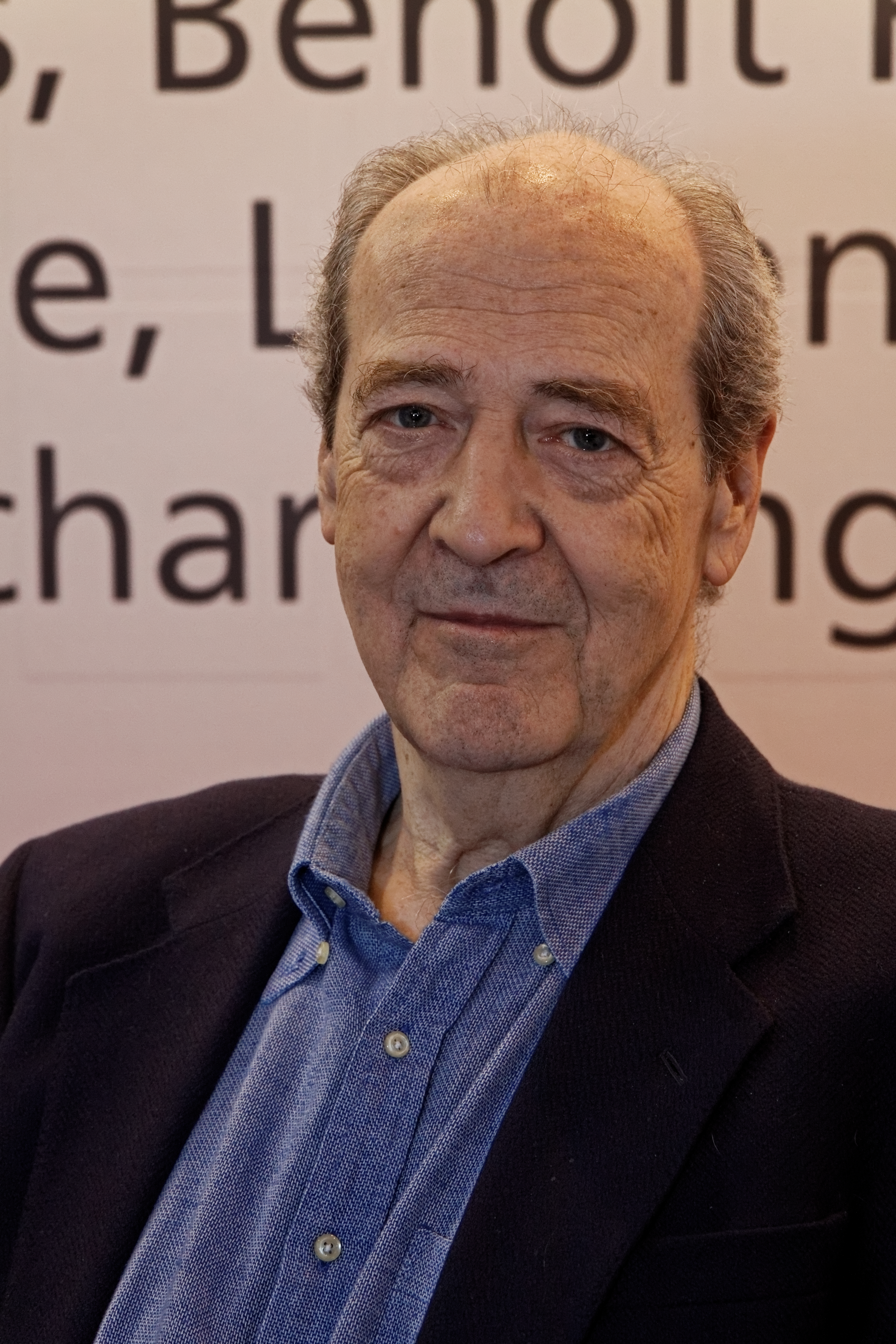
François Bizot (* 1940)

- Bizot, Marco (* 1991), niederländischer Fußballtorwart
- Bizot, Véronique (* 1958), französische Schriftstellerin
- Bizoza, Parfait (* 1999), burundischer Fußballspieler

### Bizt
- Biztram (* 1981), deutscher Musikproduzent und Rapper

### Bizu
- Bizu, Izzy (* 1994), britische Sängerin und Songwriterin

### Bizz
- Bizzarri, Albano (* 1977), argentinischer Fußballspieler
- Bizzarri, Giuseppe Andrea (1802–1877), italienischer Geistlicher und Kurienkardinal
- Bizzarri, Hugo Oscar (* 1956), argentinischer Hispanist
- Bizzarri, Libero (1926–1986), italienischer Journalist und Dokumentarfilmregisseur
- Bizzarri, Nino (* 1949), italienischer Filmregisseur und Drehbuchautor
- Bizzarri, Stefano (* 1990), italienischer Rennfahrer
- Bizzarrini, Giotto (1926–2023), italienischer Konstrukteur von Rennsportwagen
- Bizzeti, Paolo (* 1947), italienischer Ordensgeistlicher und Apostolischer Vikar von Anatolien
- Bizzi, Emilio (* 1933), italienischer Hirnforscher
- Bizzi, Olimpio (1916–1976), italienischer Radrennfahrer
- Bizzio, Sergio (* 1956), argentinischer Schriftsteller, Drehbuchautor und Filmregisseur
- Bizzo, Roberto (* 1955), italienischer Politiker
- Bizzoni, Achille (1841–1903), italienischer Journalist, Übersetzer und Schriftsteller
- Bizzotto, Giulio (* 1996), italienischer Fußballspieler
- Bizzotto, Mara (* 1972), italienische Politikerin (Lega Nord), MdEP
- Bizzotto, Nicola (* 1990), italienischer Fußballspieler
- Bizzotto, Stefano (* 1961), italienischer Sportjournalist und Sportkommentator
- Bizzozero, Giulio (1846–1901), italienischer Histologe und Pathologe
- Bizzozzero, Renato (1912–1994), Schweizer Fussballspieler
- Bizzy (* 1980), südkoreanischer Rapper
- Bizzy Bone (* 1976), US-amerikanischer Rapper, ehemaliges Mitglied der Gruppe Bone Thugs-N-HarmonyBizzy Bone (* 1976)

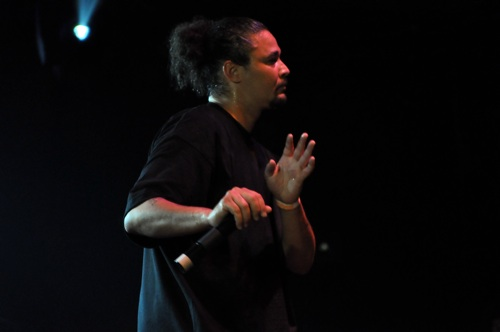
Bizzy Bone (* 1976)

- Bizzy Mo, deutsch-nepalesischer Mix-Mastering-Ingenieur und Musikproduzent
- Bizzy Montana (* 1983), deutscher Rapper, DJ und Produzent